# 堀切村 (愛知県)
堀切村（ほりきりむら）は、愛知県渥美郡にあった村である。
現在の田原市の一部（堀切町・小塩津町など）に該当する。

## 歴史
- 1890年（明治23年）11月7日 - 伊良湖村の一部（堀切・小塩津）が分立し、発足。
- 1906年（明治39年）7月16日 - 伊良湖村、和地村と合併し、伊良湖岬村発足。同日堀切村は廃止。